# 天船三
天船三（α Per/ 英仙座α）是英仙座的最亮星，英文名Mirfak或Algenib。它比该星座著名的大陵五（英仙座β）更亮。天船三是一颗黄-白超巨星，距地球510光年。它是著名的英仙α星团的一员。

## 物理特性
天船三的绝对亮度是-4.5星等。它与南河三（小犬座α）的光谱相似，虽然后者的光度小得多。在1943年出版的以光度和光谱性排列恒星的耶基斯光谱分类中强调了该差异。南河三的光谱型是F5 IV。
它位于英仙α星团（或称作Melotte 20）的中央。该星团用望远镜可以轻易看见，它包含了英仙座的许多暗淡的恒星。
在赫罗图中，天船三座落在發現造父变星的区域內，是极其重要的标准烛光，对研究此类恒星很有帮助。

## 观测
在纽约的纬度看去，天船三是一颗很亮的二等拱极星。

## 语源和文化象征
天船三的英文名Mirfak和Algenib源于阿拉伯语，前者意为“肘”，也写作Mirphak、Marfak或Mirzac，源于阿拉伯语Mirfaq al-Thurayya；Algenib写作Algeneb、Elgenab、Gęnib、Chenib或Alchemb，派生于阿拉伯语 الجنب al-janb或 الجانب al-jānib，意为“侧面”。 同时天船二（英仙座γ）的名字也叫作Algenib。
在夏威夷當地的天文学中，天船三的名字是Hinali'i，这名字意味着纪念一场大海啸并标志着毛伊岛移民的开始。根据夏威夷的民俗，Hinali'i是在银河诞生时天地分开的点。
在夏威夷的八月份，天船三跟随着仙后座α、仙后座β和仙后座γ的脚步首次从东方升起。

## 脚注
1. 1 2  Allen, Richard Hinckley. . Dover. 1963: 332–33. ISBN 0-486-21079-0.
2. ↑  .   [2010-04-14]. （原始内容存档于2007-10-08）.